# 曹文宣
曹文宣（1934年5月19日—），四川彭州人，鱼类生物学家，中国科学院院士。为《中国动物志硬骨鱼纲鲤形目（上卷）》的主编。
曹文宣于1951年考入华西大学生物系。1952年院系调整后转入四川大学生物系，1955年毕业。此后前往武汉中国科学院水生生物研究所工作，开始从事鱼类分类学与鱼类生态学的研究。1950年代他对团头鲂的研究确定了团头鲂可以作为池塘养殖的对象。1960年代起，他曾九度进入青藏高原，对鲤科裂腹鱼类进行了系统的分类学研究，发现了并命名了吸口裂腹鱼、光唇裂腹鱼、小裂腹鱼等裂腹鱼。同时他还通过裂腹鱼的起源与演化论证了青藏高原的地质发展史。1970年代后，他又先后主持研究了葛洲坝、三峡等水利工程对水域生态的影响，同时提出了相应的对策。1984年他获得首届竺可桢野外科学工作奖。1997年当选中国科学院院士。
他还曾任中国鱼类学会理事长、中国海洋湖沼学会副理事长、湖北省人民政府参事、全国政协委员、全国人大代表等职。